# 기아 포텐샤
기아 포텐샤(Kia Potentia)는 1992년 4월부터 2002년 5월까지 기아에서 생산한 후륜구동 방식의 고급 준대형 세단이다. 차명인 포텐샤는 '잠재적인'을 의미하는 'potential'에서 유래되었다. 

## 1세대

### 포텐샤(1992년~1997년)

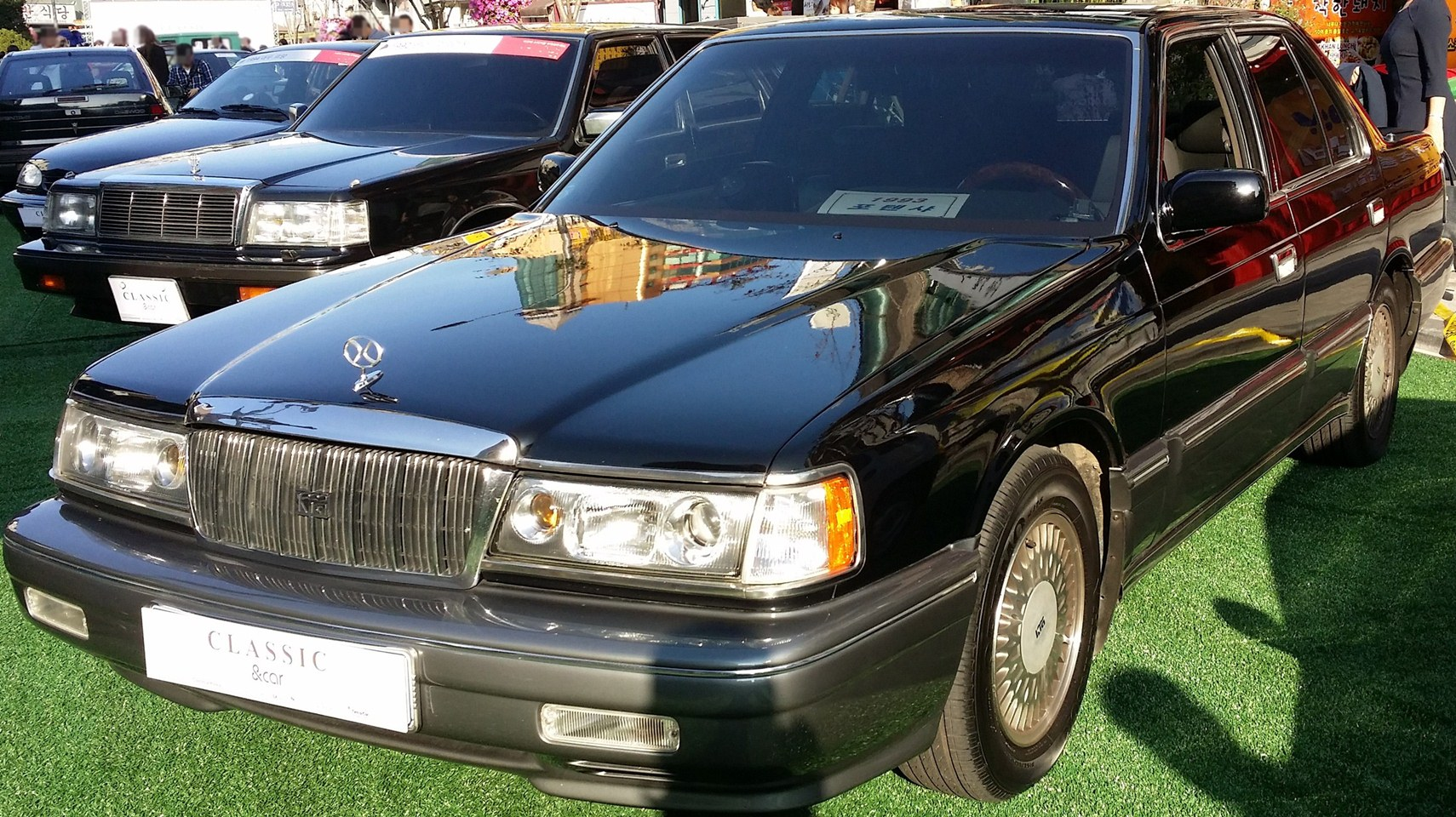
기아 포텐샤(전기형) 정측면

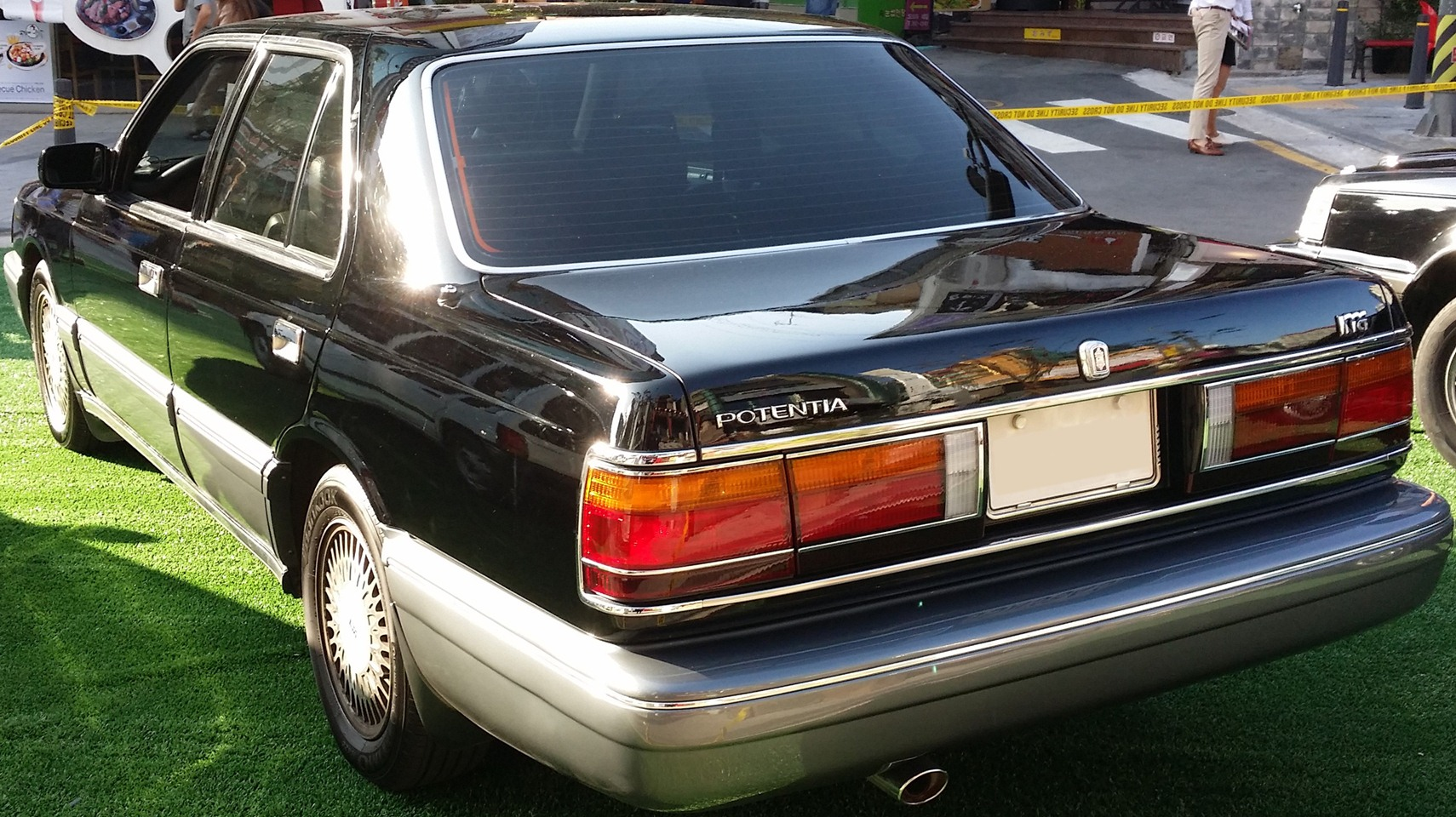
기아 포텐샤(전기형) 후측면

현대 그랜저가 사실상 독주하던 대한민국의 대형차 시장에 기아자동차는 콩코드보다 윗급의 대형차인 포텐샤를 1992년 4월 28일에 출시하였다. V형 6기통 3.0ℓ 가솔린 엔진과 직렬 4기통 2.2ℓ 가솔린 엔진 등 2가지 엔진을 얹었고, 베이스 차종은 마쓰다 루체(5세대)이다. 출시 당시 V형 6기통 3.0ℓ 가솔린(4단 자동변속기)이 3,130만 원, 직렬 4기통 2.2ℓ 가솔린(4단 자동변속기)이 2,160만 원, 직렬 4기통 2.2ℓ 가솔린(5단 수동변속기)이 1,980만 원이었다. 1994년 1월 17일에는 V형 6기통 3.0ℓ 가솔린 엔진을 장착한 최고급 트림인 프레지던트와 직렬 4기통 2.0ℓ 가솔린 엔진이 추가되어 선택의 폭을 넓혔다. 엔터프라이즈의 출시 후에는 2.0 DOHC 모델만 남겼다.

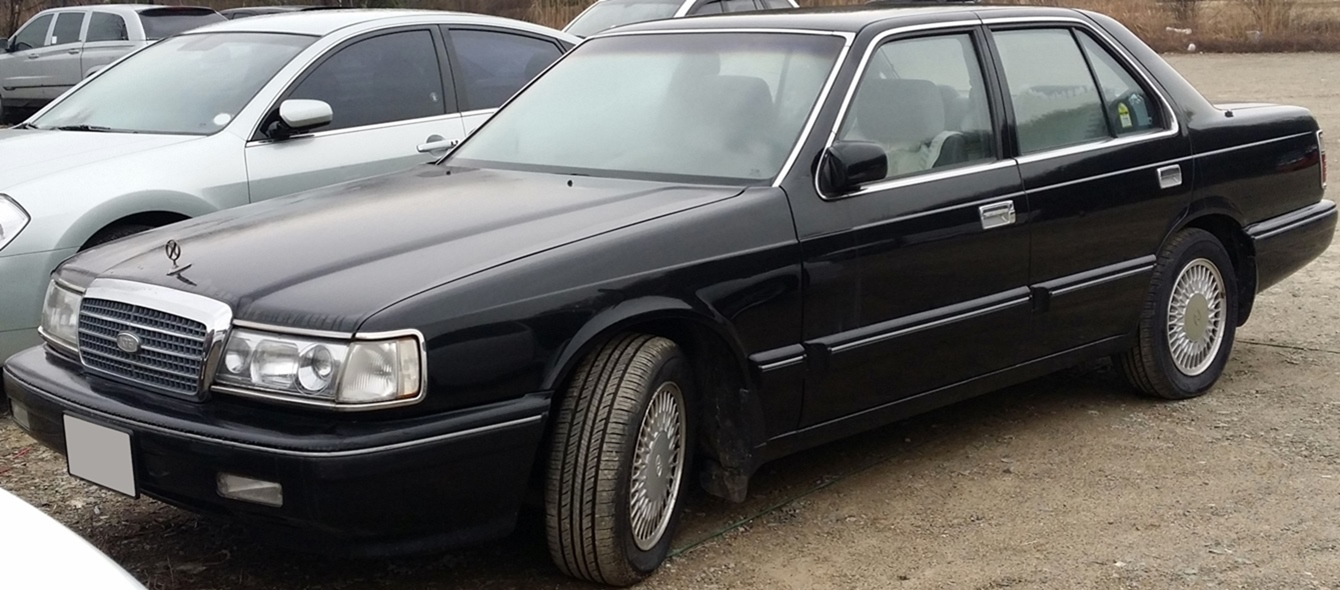
기아 포텐샤(중기형) 정측면
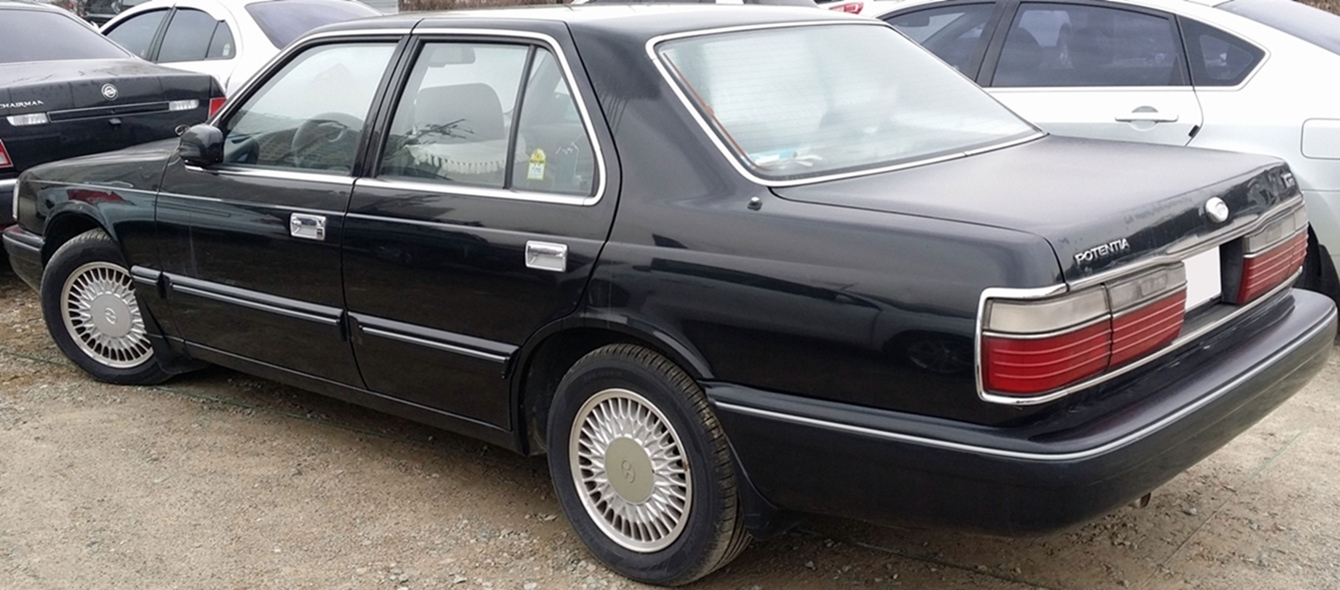
기아 포텐샤(중기형) 후측면
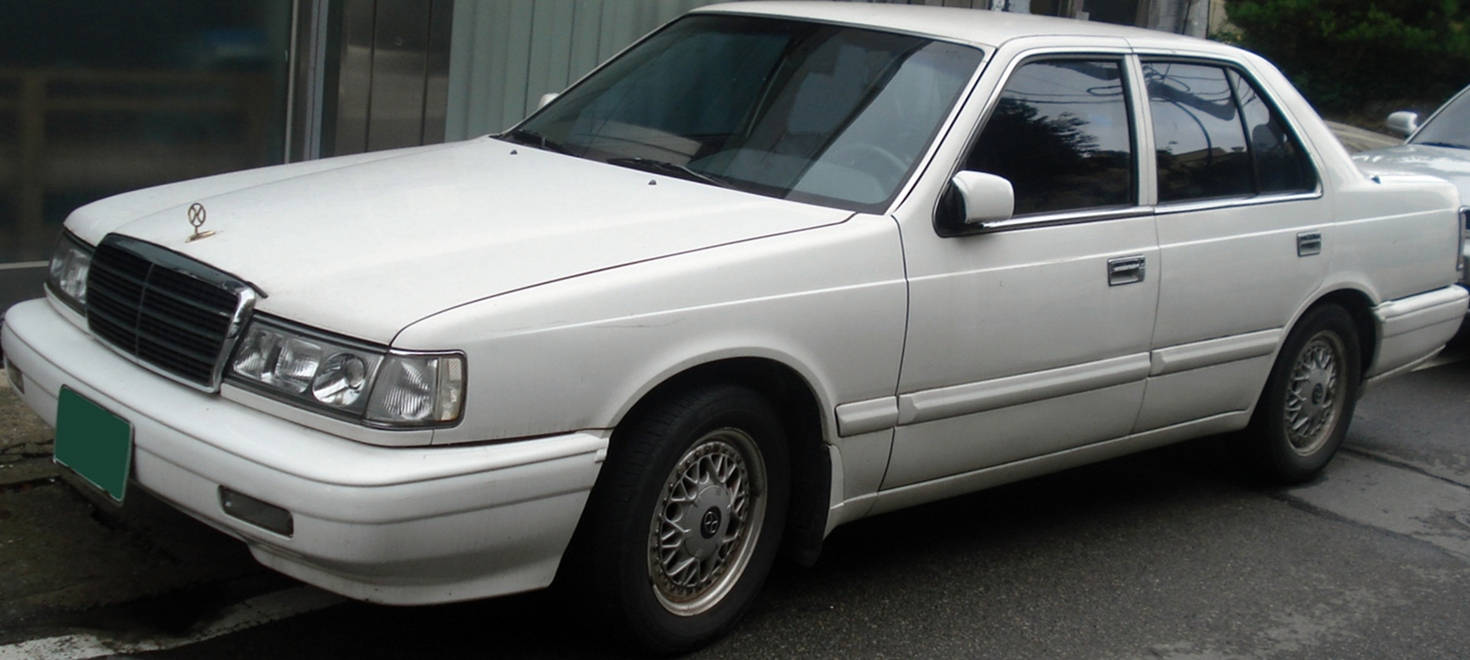
기아 포텐샤(후기형) 정측면
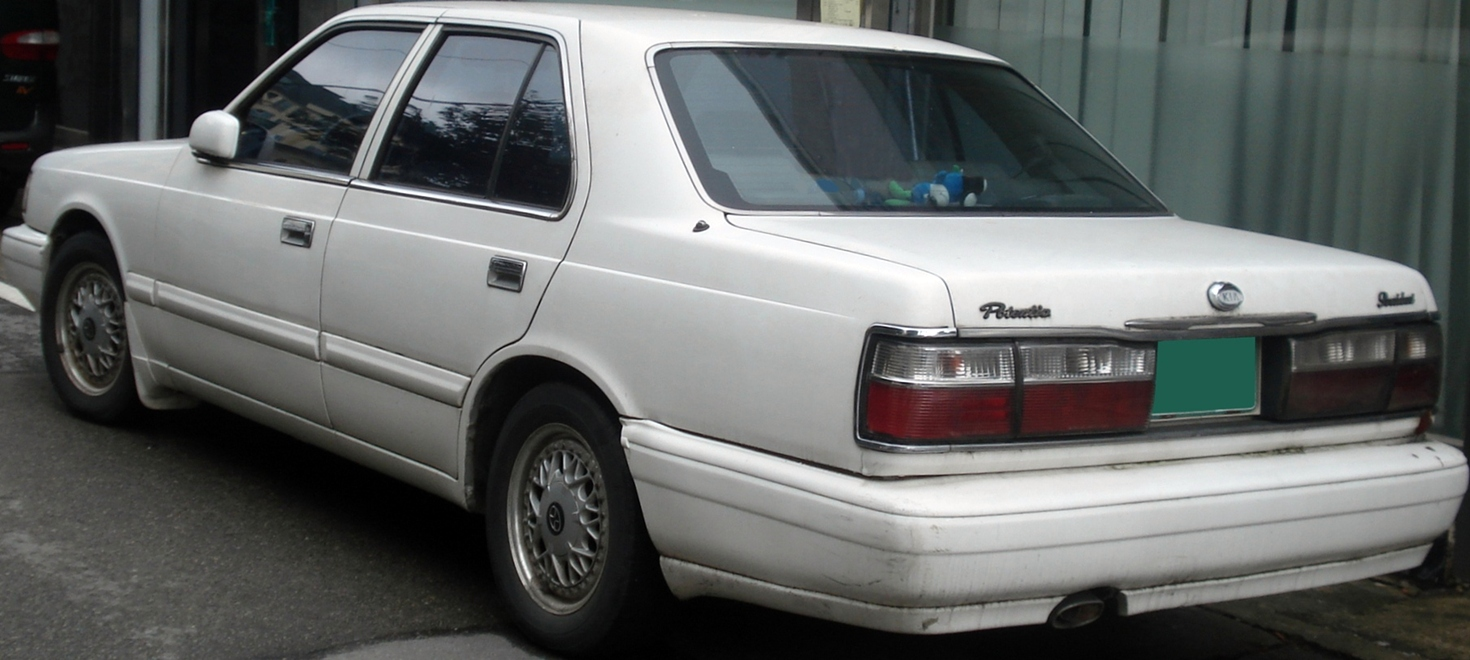
기아 포텐샤(후기형) 후측면

- 전장(mm) : 4,925
- 전폭(mm) : 1,725
- 전고(mm) : 1,430
- 축거(mm) : 2,710
- 윤거(전, mm) : 1,445
- 윤거(후, mm) : 1,460
- 승차정원 : 5명
- 변속기 : 수동 5단/자동 4단
- 서스펜션(전/후) : 맥퍼슨 스트럿/멀티 링크
- 구동방식 : 후륜 구동

| 구분               | 2.2ℓ LPG      | 2.0ℓ 가솔린                   | 2.2ℓ 가솔린                    | 3.0ℓ 가솔린                                |
| ------------------ | ------------- | ----------------------------- | ------------------------------ | ------------------------------------------ |
| 엔진 형식          |               | FE                            | F2                             | JE                                         |
| 연료               | LPG           | 가솔린                        | 가솔린                         | 가솔린                                     |
| 배기량(cc)         | 2,184         | 1,998                         | 2,184                          | 2,954                                      |
| 최고출력(ps/rpm)   | 94/4,500      | 139/6,000                     | 120/5,500                      | 200/6,000                                  |
| 최대토크(kg*m/rpm) | 17.8/2,500    | 18.5/4,000                    | 19.0/4,000                     | 26.5/4,500                                 |
| 연비(km/l)         | 9.4(수동 5단) | 10.7(수동 5단)/ 9.1(자동 4단) | 10.2(수동 5단)/ 8.98(자동 4단) | 8.3(자동 4단) (이후 8.92(자동 4단)로 변경) |

### 뉴 포텐샤(1997년~2002년)

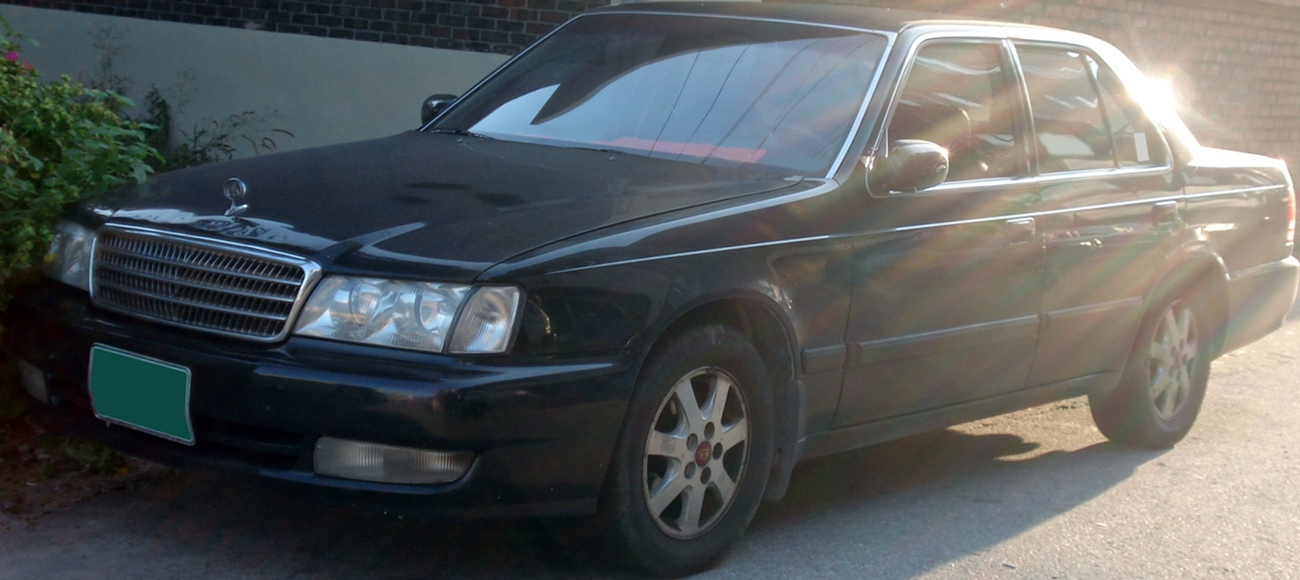
기아 뉴 포텐샤 정측면

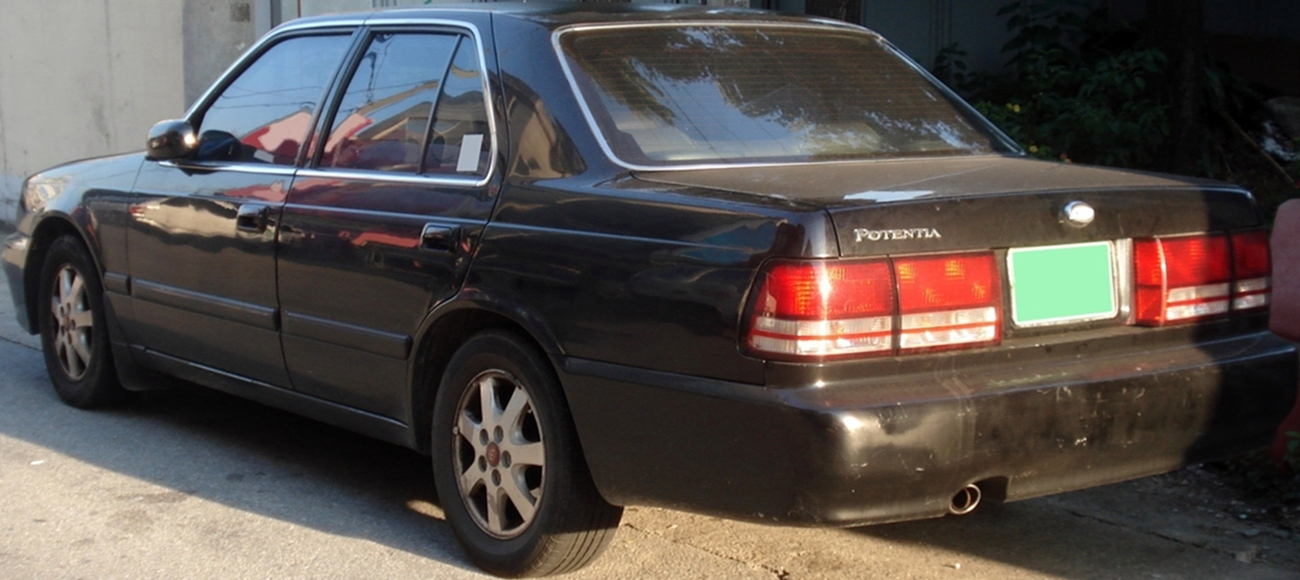
기아 뉴 포텐샤 후측면

기존 포텐샤에 스포티한 느낌을 가미하여 페이스 리프트를 거쳐 1997년 5월 28일에 출시되었다. 윗급의 엔터프라이즈가 출시되어 포텐샤는 대형급에서 준대형급으로 자리를 잡았다. 5단 수동변속기는 삭제되었으며, 직렬 4기통 2.0ℓ 가솔린 엔진과 V형 6기통 2.5ℓ 가솔린 엔진 등 2가지 엔진으로 재편되었다. 조수석 에어백도 새롭게 적용되었다. 현대 그랜저 XG, 1세대 SM5(6기통 사양) 등의 출시와 경쟁력 약화 등으로 인해 판매가 부진함에 따라 2002년 5월에 대체 차종이자 아랫급의 옵티마 리갈과 통합되는 형식으로 단종되었다. 한동안 비어있던 기아자동차의 준대형급은 2009년 11월 24일에 출시된 전륜구동 기반 방식의 K7이 채워 다시 현대 그랜저와 경쟁하고 있다. 
- 전장(mm) : 4,955
- 전폭(mm) : 1,725
- 전고(mm) : 1,430
- 축거(mm) : 2,710
- 윤거(전, mm) : 1,445
- 윤거(후, mm) : 1,460
- 승차정원 : 5명
- 변속기 : 자동 4단
- 구동방식 : 후륜 구동

| 구분               | 2.0ℓ LPG   | 2.0ℓ 가솔린                         | 2.5ℓ 가솔린 |
| ------------------ | ---------- | ----------------------------------- | ----------- |
| 엔진형식           | FL         | FE                                  | J5          |
| 연료               | LPG        | 가솔린                              | 가솔린      |
| 배기량(cc)         | 2,003      | 1,998                               | 2,494       |
| 최고출력(ps/rpm)   | 119/5,500  | 136/6,000 (이후 140/6,000으로 변경) | 175/6,000   |
| 최대토크(kg*m/rpm) | 17.1/4,500 | 18.5/4,000                          | 19.0/4,000  |
| 연비(km/l)         | 8.1(자동)  | 9.1(자동)                           | 9.5(자동)   |